# Displotera maderae
Displotera maderae es una especie de coleóptero de la familia Endomychidae.

## Distribución geográfica
Habita en Madeira.